# Gianmarco Busca

Bischofswappen

Gianmarco Busca (* 30. November 1965 in Edolo, Provinz Brescia, Italien; auch Marco Busca) ist ein italienischer römisch-katholischer Geistlicher und Bischof von Mantua.

## Leben
Gianmarco Busca studierte am Seminar Paolo VI in Brescia und empfing am 8. Juni 1991 die Priesterweihe. Nachdem er bis 1994 Kaplan in Borno war, studierte er bis 1999 an der Päpstlichen Universität Gregoriana und wurde zum Doctor theologiae promoviert. Anschließend wurde er Professor für sakramentale Theologie am Seminar Paolo VI. Gleichzeitig war er bis 2004 dort Vizerektor. Busca veröffentlichte zudem mehrere Bücher über sakramentale Theologie. 2012 wurde Busca Dozent für dogmatische Theologie an der katholischen Universität Sacro Cuore in Brescia.
Papst Franziskus ernannte ihn am 3. Juni 2016 zum Bischof von Mantua. Die Bischofsweihe spendete ihm am 11. September desselben Jahres Luciano Monari, Bischof von Brescia. Mitkonsekratoren waren Bruno Foresti, emeritierter Bischof von Brescia, sowie Buscas Amtsvorgänger Roberto Busti. Die Amtseinführung fand am 2. Oktober 2016 statt.
Am 4. Dezember 2018 erlaubte Busca wiederverheiratet Geschiedenen in Einzelfällen den Zugang zu kirchlichen Sakramenten in seiner Diözese.